# 九龍巴士848線
九龍巴士848線是香港一條新界沙田馬場巴士路線，由沙田馬場單向前往葵芳站，途經荃灣和葵興。

## 歷史
- 1978年10月7日：本線投入服務，提供接載沙田馬場散場的馬迷返回荃灣及葵涌的巴士服務，只在沙田馬場賽馬日開出。本線初期來往荃灣碼頭及沙田馬場，並途經長沙灣及大埔公路，成為首條兩邊總站均在新界區，但需經九龍前往的巴士路線，不過當時卻有2項特別規定，往沙田馬場方向如在葵涌已告客滿，車長便可選擇沿呈祥道往大埔公路而不需經長沙灣，另一特別規定就是若使用31呎或以上巴士行走本線，將途經獅子山隧道。
- 1982年馬季：統一所有班次途經獅子山隧道。
- 1985年11月9日：往沙田馬場方向所有班次改經呈祥道。
- 1990年4月21日：本線配合城門隧道通車，改經城門隧道及總站遷往葵芳地鐵站（現稱葵芳站），並設有城門隧道轉車站優惠。同日起西九龍服務由重開的886接替。
- 1997年9月13日：本線改為沙田馬場單向往葵芳地鐵站。
- 2000年9月3日：提升為全線空調服務，為最後全冷的3條沙田馬場路線之一（另外2條則為887及891），收費則維持不變。
- 2020年2月7日：因應新型冠狀病毒疫情期間沙田馬場賽馬日的特別安排，由當日起暫停服務，直至10月18日方恢復。[1]
- 2021年9月5日：取消城門隧道轉車站轉乘優惠，由其他路線轉乘本路線改為須繳付全費車資。

## 服務時間及班次
沙田馬場開
- 於沙田馬場賽馬日尾場賽事開跑前一小時起至完場後一小時提供服務，客滿即開。

## 收費
全程：$34.7
| - 本線設有12歲以下小童及65歲或以上長者半價優惠。 - 本線不設長者及殘疾人士每程$2.0的票價優惠；12至64歲殘疾人士如使用「殘疾人士身份」個人八達通，以及60至64歲香港居民使用「樂悠咭」繳付車資，會以全費計算。 - 乘客可以現金或八達通於上車時付款，不設找續。 - 每位成人乘客可免費攜帶最多兩名4歲以下而不佔座位的兒童乘客乘車，超額之4歲以下小童必須繳付小童車費乘車。 - 持有「九巴月票」之乘客在車票有效期內，每日可享最多10程任何九龍巴士及龍運巴士路線（包括本路線，以及聯營路線的九龍巴士／龍運巴士提供的班次；惟乘搭機場「A」及「NA」線則可享原價二七折優惠（不會計算每天10次合資格車程））；而B1線則每日可享最多各2程（不會計算每天10次合資格車程）。 - 九龍巴士、城巴、龍運巴士及陽光巴士全職員工及家屬（不包括外判職員）可免費乘搭本路線，惟必須拍職員或職員家屬八達通。 - 乘客亦可透過多元化電子支付系統（e度嘟）繳付車資，包括使用非接觸式VISA卡、JCB卡、萬事達卡、銀聯卡、美國運通、大來國際、Discover Card、Apple Pay、Google Pay、Samsung Pay、AlipayHK「易乘碼」、支付寶、WeChatHK／微信支付「搭車碼」、銀聯雲閃付「乘車碼」及BOC Pay「乘車碼」。乘客使用此付款方式，使用此支付方式的乘客可享有中途下車之分段收費，以及與其他九巴／龍運獨營路線或聯營線九巴／龍運班次之轉乘優惠，惟不適用於與非九巴／龍運路線之轉乘優惠，亦不能享有「公共交通費用補貼計劃」。 - 本線不包括在城門隧道轉車站轉乘優惠計劃之內，由其他路線轉乘本路線不設轉乘優惠，須付全費車資。 |

## 行車路線
經：沙田馬場通道、大埔公路—沙田段、城門隧道公路、城門隧道、象鼻山路、荃錦交匯處、大河道北、大河道、沙咀道、德士古道、荃富街、關門口街、青山公路—葵涌段、昌榮路迴旋處、葵涌道、葵富路、葵仁路及葵義路。

### 沿線車站

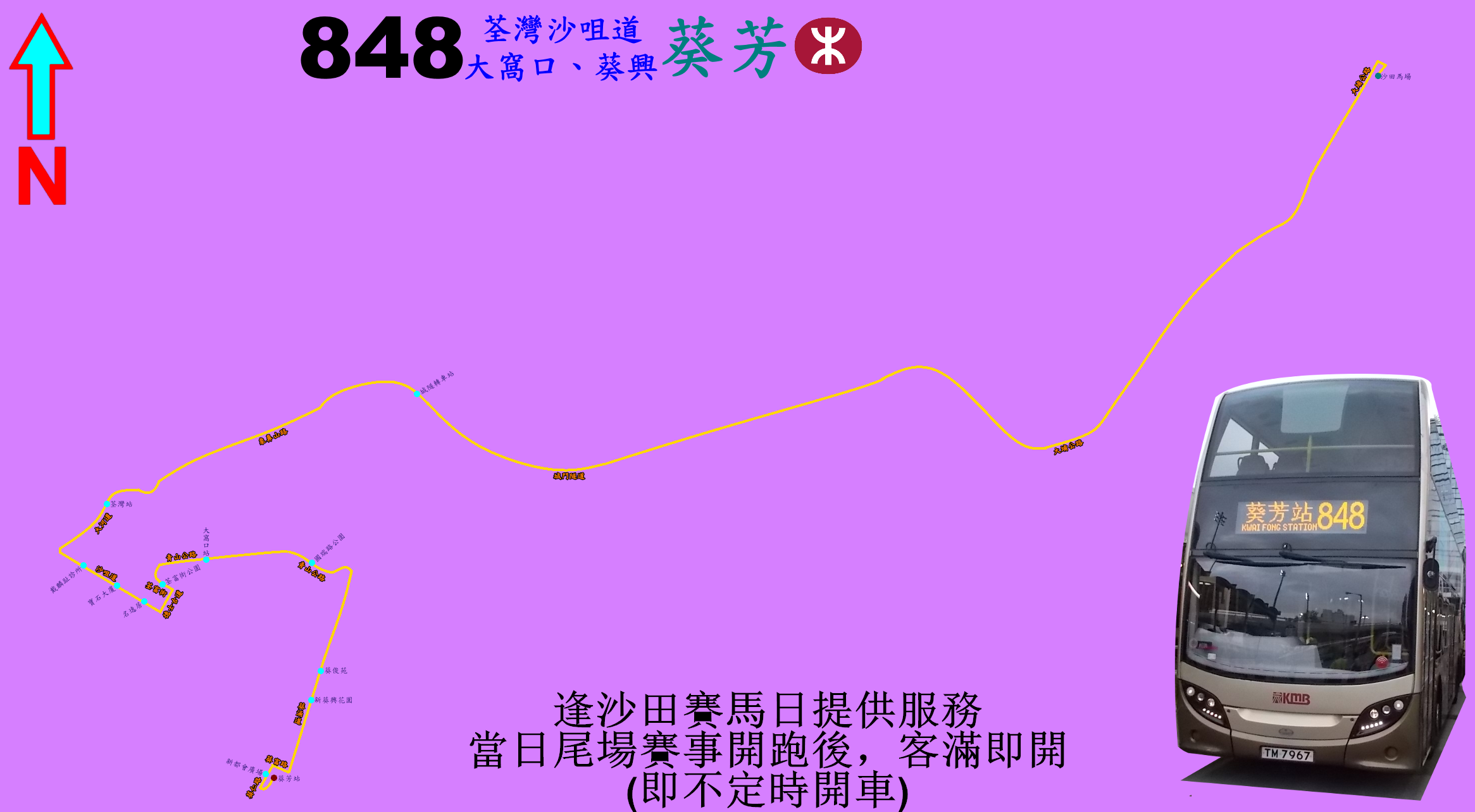
848線的走線圖

| 1                                        | 沙田馬場巴士總站 | 沙田馬場巴士總站     |
| 大埔公路－沙田段、城門隧道公路、城門隧道 |                  |                      |
| 2                                        | 城門隧道轉車站   | 城門隧道             |
| 象鼻山路；荃錦交匯處                     |                  |                      |
| 3                                        | 荃灣站           | 大河道北             |
| 4                                        | 戴麟趾夫人診所   | 沙咀道               |
| 5                                        | 寶石大廈         | 沙咀道               |
| 6                                        | 名逸居           | 沙咀道               |
| 7                                        | 荃富街公園       | 荃富街               |
| 8                                        | 大窩口站         | 青山公路－葵涌段     |
| 9                                        | 國瑞路公園       | 青山公路－葵涌段     |
| 10                                       | 葵俊苑           | 葵涌道               |
| 11                                       | 新葵興花園       | 葵涌道               |
| 12                                       | 新都會廣場       | 葵仁路               |
| 13                                       | 葵芳站巴士總站   | 葵芳站公共運輸交匯處 |